# 비아스카역
비아스카역(이탈리아어: Stazione di Biasca)은 스위스 티치노주와 비아스카 지자체에 있는 기차역이다. 역은 스위스 연방 철도 고트하르트 철도에 있으며, 고트하르트 터널로 향하는 남쪽 경사로 기슭에 있다.
고트하르트 베이스 터널을 통과하는 선은 기존 선에서 비아스카역(이전에는 Osogna) 남쪽으로 분기되어 도시의 서쪽 표면을 지나 보디오에서 완전히 터널에 진입한다. 1906년과 1973년 사이에 비아스카는 벨르 디 블레니오의 아쿠아로사에서 미터궤 비아스카–아쿠아로사 철도의 교차점이었다.

## 운행편
2021년 12월 시간표 변경에 따라 비아스카에서 다음 서비스가 정차한다.
- 인터레기오 : 로카르노와 아트-골다우 간 매시간 운행 기차는 바젤 SBB 또는 취리히 중앙역까지 계속 운행한다.
- S10 / S50 : 멘드리시오까지 30분 간격 운행, 키아소, 코모 산조반니 또는 말펜사 공항 터미널2까지 매시간 운행; 하루에 한 대의 열차가 아이롤로까지 운행.

역은 또한 철도 노선과 평행을 이루는 벨린초나와 아이롤로 사이의 시간별 서비스와 벨르 디 블레니오까지 서비스를 제공하는 Autolinee Bleniesi 사이를 포함하여 Autopostale에서 운영하는 버스 서비스를 제공한다.

## 갤러리
- 역 승강장, 운행을 완료하는 S10
- 폭포가 보이는 역 정비창